# Perbais

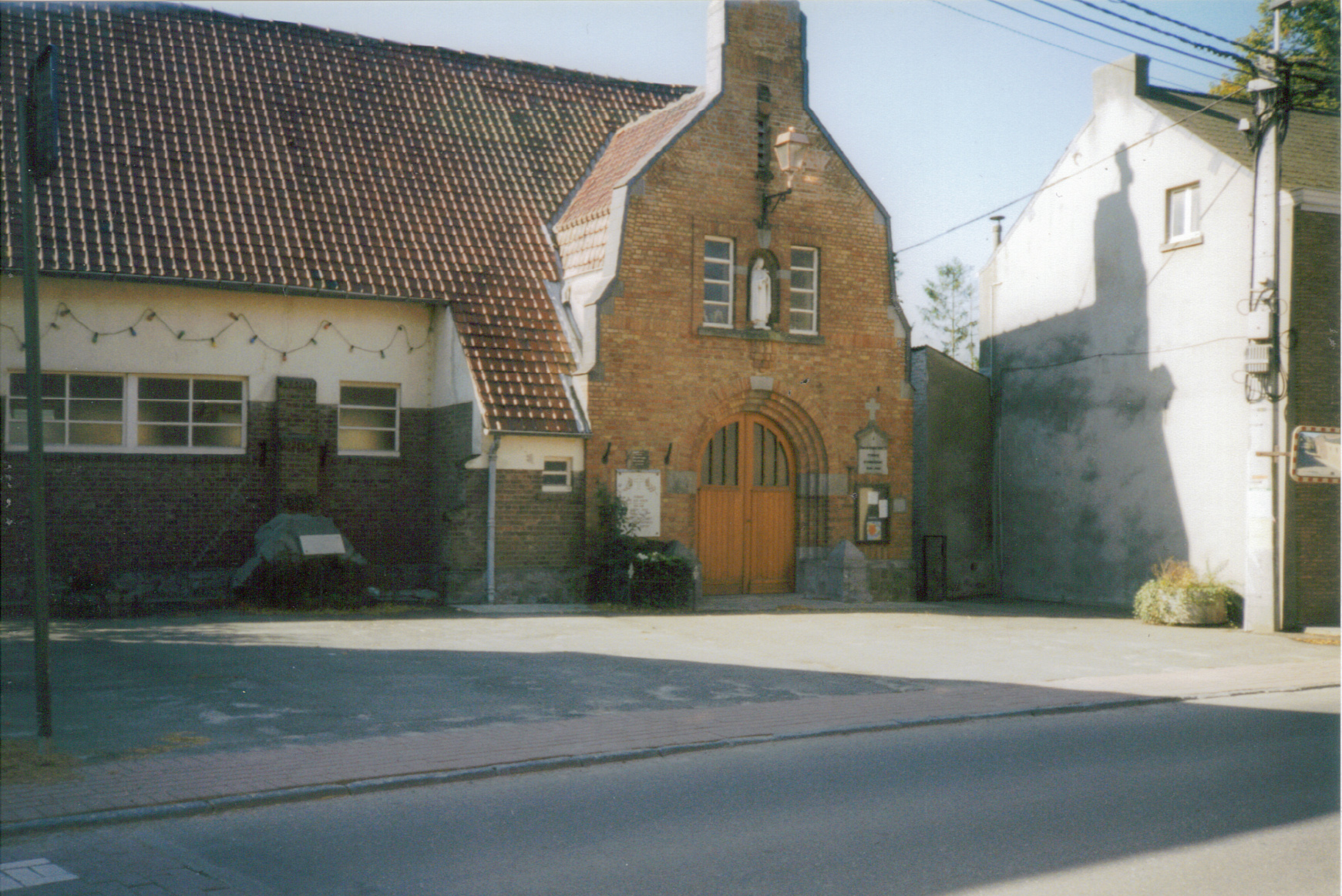
Sint-Theresiakerk

Perbais is een dorp in de Waals-Brabantse gemeente Walhain dat behoort tot de deelgemeente Walhain-Saint-Paul.
Hoewel dit dorp tot Walhain behoort is het vrijwel vastgebouwd aan Chastre.

## Bezienswaardigheden
- De Sint-Theresiakerk (Église Sainte-Thérèse) is een in 1929 gebouwde bakstenen kapel die in 1971 werd verheven tot parochiekerk.

## Natuur en landschap
Perbais ligt direct ten oosten van de spoorlijn van Brussel naar Namen. De hoogte aan de kerk bedraagt 140 meter.

## Nabijgelegen kernen
Walhain, Ernage, Chastre, Blanmont